# آنتیکونا (جاوجا)
آنتیکونا (به اسپانیایی: Antikuna) یک کوه در پرو است که در Peru, Junín Region واقع شده‌است. آنتیکونا ۴٬۸۰۰ متر بالاتر از سطح دریا واقع شده‌است.